# 900. obljetnica smrti kralja Petra Svačića
900. obljetnica smrti kralja Petra Svačića jubilej je iz 2002. godine kojim je od 13. do 15. rujna u Miljevcima obilježena smrt hrvatskoga kralja Petra Snačića (poznatoga i kao Petar Svačić).
Juraj Utišinović, prvi hrvatski kardinal, napisao je u svojim dokumentima da se kralj Petar rodio u Kamičku na obalama rijeke Krke.
Povodom obljetnice održale su se brojne manifestacije pod pokroviteljstvom Hrvatske akademije znanosti i umjetnosti. Pod ravnanjem Nikše Bareze, Simfonijski orkestar i mješoviti zbor Hrvatske radiotelevizije, zajedno s nekoliko solista zagrebačkoga HNK-a, izveo je operu-oratorij »Petar Svačić« Jakova Gotovca.
Otkriven je spomenik kralju Petru Snačiću, rad akademskoga kipara Kažimira Hraste. Otkrivanje spomenika priredili su Grad Drniš i gradonačelnik Ante Dželalija te miljevačka župa i fra Ante Vukušić. Tijekom otkrivanja, profesor Marko Menđušić, predsjednik Matice hrvatske u Šibeniku, i profesor Vinko Ivić predstavili su spomen-knjigu Kralj Petar Svačić 1093. - 1097.: Spomen-knjižica u povodu proslave 900. obljetnice posljednjega kralja hrvatske krvi u kojoj je sabrano sve o kralju. Petar Vulić, hrvatski branitelj i pjesnik, priredio je povodom obljetnice poetski zbornik Smrt Petra Svačića.
Utemeljeno je »Vijeće za obilježavanje 900. obljetnice smrti posljednjega hrvatskog kralja«. Održala se izložba slika i maraka te se izdala posebna poštanska marka s likom Petra Snačića. Hrvatska radiotelevizija tada je najavila snimanje dokumentarnoga filma.